# Radula lunulatilobula
Radula lunulatilobula là một loài rêu trong họ Radulaceae. Loài này được Horik. mô tả khoa học đầu tiên năm 1934.